# Prywatny detektyw (film)
Prywatny detektyw – film z 1971 roku w reżyserii Stephen Frearsa.

## Wersja oryginalna
Reżyseria: Stephen Frears

Obsada:
- Albert Finney – Eddie Ginley
- Billie Whitelaw – Ellen
- Frank Finlay – William
- Janice Rule – pani Blankerscoon
- Carolyn Seymour – Alison Wyatt
- Fulton Mackay – John Straker
- Billy Dean –  Tommy
- George Silver – Jacob De Fries

## Wersja polska
Reżyseria: Maria Olejniczak

Udział wzięli:
- Jerzy Kamas – Eddie Ginley
- Barbara Wrzesińska – Ellen
- Tomasz Zaliwski –  William
- Alicja Raciszówna – pani Blankerscoon
- Alicja Wyszyńska – Alison Wyatt
- Zdzisław Salaburski – John Straker
- Wiesław Drzewicz – Tommy
- Jerzy Tkaczyk – Jacob De Fries

## Nagrody i nominacje
Nagrody BAFTA 1971
- Najlepszy scenariusz – Neville Smith (nominacja)
- Najlepszy aktor – Albert Finney (nominacja)